# Grub am Forst
Grub am Forst este o comună aflată în districtul Coburg, landul Bavaria, Germania.